# تود موني
تود موني (بالإنجليزية: Todd Mooney)‏ هو مدير فني أمريكي، ولد في 13 يونيو 1965.